# Memecylon parvifolium
Memecylon parvifolium är en tvåhjärtbladig växtart som beskrevs av George Henry Kendrick Thwaites. Memecylon parvifolium ingår i släktet Memecylon och familjen Melastomataceae. Inga underarter finns listade i Catalogue of Life.